# STOVL

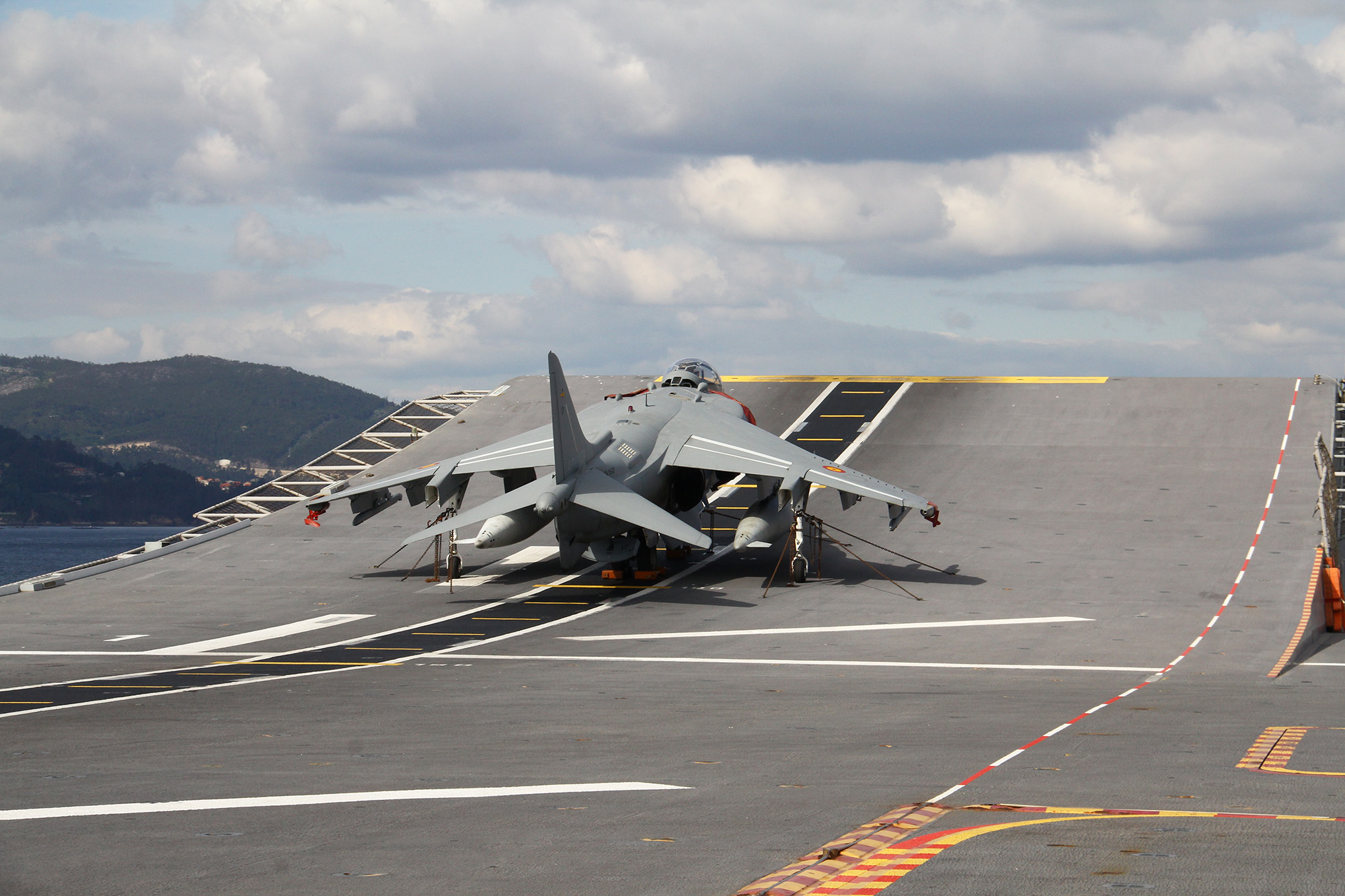
스페인 AV-8B

STOVL(short take off and vertical landing)은 항공모함 함재기가 이착륙하는 방식의 하나로서, 단거리로 이륙하고, 수직으로 착륙하는 방식이다. 영국의 인빈시블급 항공모함의 해리어가 유일하며, 다른 해리어 수입국들도 모두 STOVL 방식으로 항모 함재기가 이착륙한다.
STOVL 이외에도, 미국, 프랑스 항모 함재기 이착륙방식인 CATOBAR, 러시아, 중국, 인도의 항모 함재기 이착륙방식인 STOBAR가 있다.
VTOL기와 VSTOL기는 1950년대에서 1980년대까지 10여대가 설계되었다. 아음속인 영국의 호커 시들리 해리어와 소련의 야코블레프 Yak-38만이 실전배치되었으나, 1991년 소련이 멸망하고 야코블레프 Yak-38는 퇴역했다. 따라서 그 후로는 해리어가 전 세계에 유일하다.
향후 F-35B가 해리어를 대체할 것이라고 하는데, 심각한 설계상의 문제가 발견되어 영국 정부가 135대 주문을 전량취소했다. 영국은 F-35 국제공동개발의 최대 참여국이자, F-35B의 수직이착륙 장치는 영국이 개발하고 있었다.
영국도 2011년 최신형인 BAE 해리어 II를 퇴역시켰다. 차기 퀸 엘리자베스급 항공모함 2척에는 고정익기를 사용할 계획인데, 프랑스의 라팔을 사용할 수도 있다는 보도를 하였다. 차기 영국 항모 2척과 차기 프랑스 항공모함 1척은 같은 설계사의 같은 모델이라는 보도가 있었다. 디젤엔진, 고정익기를 사용한다.
STOVL 비행기와 스키 점프대를 사용하는 항공모함은 캐터펄트와 어레스팅 기어가 없다. 미국과 프랑스를 제외하고는, 전 세계 모든 항공모함은 STOVL 비행기와 스키 점프대를 사용한다. 프랑스는 미국에서 캐터펄트를 수입해 샤를 드골호에 사용한다.

## 같이 보기
- 스키 점프대
- CATOBAR - 미국, 프랑스 항모 함재기 이착륙방식
- STOBAR - 러시아, 중국, 인도의 항모 함재기 이착륙방식